# Rhamphomyia chvalai
Rhamphomyia chvalai är en tvåvingeart som beskrevs av Bartak 2000. Rhamphomyia chvalai ingår i släktet Rhamphomyia och familjen dansflugor. Inga underarter finns listade i Catalogue of Life.